# Крилас

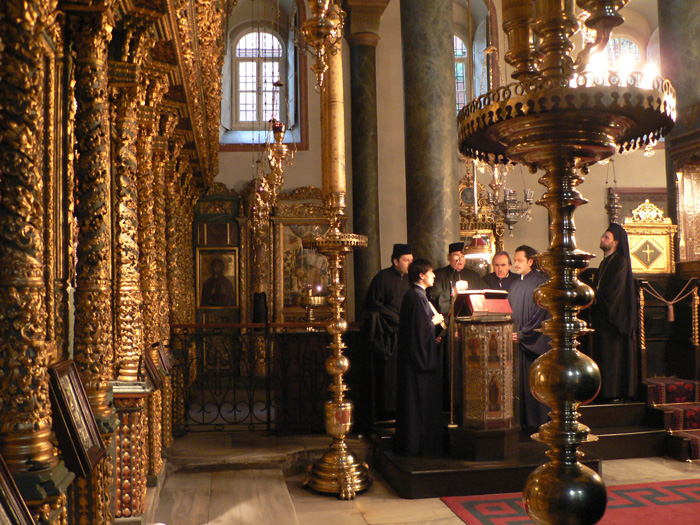
Хористи, які співають на крилосі в церкві Св. Георгія в Константинополі

Клірас або клірос (від грец. κλήρος — «частина землі, яку отримували за жеребкуванням»; метатеза пояснюється впливом слова крило) — у православній та католицьких церквах східного обряду підвищення для співаків, читців праворуч і ліворуч від іконостаса на рівні солеї або в храмовій частині церкви.
Походження назви пов'язане з тим, що раніше читців та співаків для участі в богослужінні вибирали жеребкуванням. Учасників хору також називають крилошанами.
Особи, які провадять літургійний спів, не повинні бути надто віддалені від солеї, аби не втрачалася їх молитовна єдність із дияконом і священиком, як також не повинні вони бути в полі зору вірних, аби не відволікати їх уваги від священнодії служителів.
Хори, розташовані на двох крилосах співають антифоном. У більшості сучасних храмів використовується один крилос, праворуч від вівтаря. А великий хор співає на хорах, розташованих на балконі навпроти вівтаря над головним входом до храму.
Хор співаків на крилосі символізує хор ангелів, які співають на хвалу Бога.